# Francisco Coria Marchetti
Pour les articles homonymes, voir Marchetti.
Pas d'image ? Cliquez ici

a Compétitions nationales et continentales officielles uniquement.

b Matchs officiels uniquement.
Dernière mise à jour le 18 mars 2025.
Francisco Coria Marchetti, né le 7 octobre 2000 à San Miguel de Tucumán (Argentine), est un joueur international argentin de rugby à XV jouant au poste de pilier droit au CA Brive.
Son frère ainé, Emiliano Coria, est également un joueur professionnel de rugby à XV.

## Biographie
Francisco Coria Marchetti naît à San Miguel de Tucumán dans la province de Tucumán en Argentine,. Il est le frère cadet d'Emiliano Coria. Il commence la pratique du rugby à XV dans son pays natal à l'âge de quatre ans au Lince RC et devient international chez les moins de 20 ans argentins avec qui il participe au Championnat du monde junior 2019 et termine à la quatrième place,. C'est durant cette compétition qu'il est repéré par le CA Brive. Il rejoint ensuite leur centre de formation en 2020, et s'engage avec ce club pour trois ans,.
Ses bonnes performances avec l'équipe espoir lui permettent d'intégrer l'équipe professionnelle à partir de la saison 2022-2023. Il joue ainsi ses premiers matchs en Challenge Cup contre Cardiff Rugby puis le Connacht. À la mi-saison, il prolonge son contrat avec son club formateur jusqu'en 2026.
À partir de la saison 2023-2024, il devient un joueur régulier de l'équipe. À la fin de la saison, il est sélectionné avec l'équipe d'Argentine pour un match contre l'Uruguay. Il commence la rencontre sur le banc des remplaçants avant d'entrer en jeu et de marquer un essai,.
En 2024-2025, il confirme sa bonne saison passée et obtient toujours autant de temps de jeu. Au mois de mars 2025, il est rappelé avec sa sélection nationale pour un stage à Londres.